# Дашбулаг (Ходжалинский район)
Дашбулаг (азерб. Daşbulaq), в советских русскоязычных источниках также Дашбулак, — село в Ходжалинском районе Азербайджана, является центром Дашбулагского сельского административно-территориального округа.

## Этимология
По мнению Карла Гана, название «Дашъ-булагъ» означает каменный родник, и происходит от слов «даш» (азерб. داش) — «камень» и «булаҕ» (بولاق) — «родник».

## География
Село Дашбулаг является центром Дашбулагского сельского административно-территориального округа Ходжалинского района. При этом в состав этого сельского административно-территориального округа входят также и сёла Бадара, Ханъери, Гаябашы, Сунджинка.
Село расположено на высоте 772 м.

## История

### Период Азербайджанской ССР
На 1 января 1977 года село являлось центром Дашбулакского сельсовета, входившего в состав Степанакертского района Нагорно-Карабахской автономной области (НКАО) Азербайджанской ССР. Указом Президиума Верховного Совета Азербайджанской ССР от 15 мая 1978 года утверждено решение исполнительного комитета областного Совета народных депутатов Нагорно-Карабахской автономной области (НКАО) о переносе центра Степанакертского района из города Степанакерт (ныне Ханкенди) в рабочий посёлок Аскеран и переименовании Степанакертского района в Аскеранский район. В результате село оказалось в составе Аскеранского района НКАО Азербайджанской ССР.

### Карабахский конфликт
2 сентября 1991 года на совместной сессии Нагорно-Карабахского областного и Шаумяновского районного Советов народных депутатов была принята Декларация о провозглашении Нагорно-Карабахской Республики в границах Нагорно-Карабахской автономной области (НКАО) и сопредельного Шаумяновского района Азербайджанской ССР.
26 ноября 1991 года Верховный Совет Азербайджана принял закон «Об упразднении Нагорно-Карабахской автономной области Азербайджана». Законом был также упразднён Аскеранский район, образован Ходжалинский район с центром в городе Ходжалы. Территория упразднённого Аскеранского района была передана в состав Ходжалинского района. В настоящее время село Дашбулаг является центром Дашбулагского сельского административно-территориального округа Ходжалинского района Азербайджана.
В ходе Первой Карабахской войны в начале 1990-х годов село попало под контроль непризнанной Нагорно-Карабахской Республики (НКР), согласно административно-территориальному делению которой входило в состав Аскеранского района НКР и называлось Астхашен (арм. Աստղաշեն).
Согласно Трёхстороннему заявлению в ночь с 9 по 10 ноября 2020 года, подписанному по итогам Второй Карабахской войны, село перешло под контроль Российских миротворческих сил.
В результате боевых действий в сентябре 2023 года Азербайджан восстановил свой контроль над селом.

## Население
Согласно Кавказскому календарю на 1910 год, население села к 1908 году составляло 1 324 человека, в основном армян. В 1911 году указано 899 жителей, армяне, к началу 1914 года — 1 102 человека, так же преимущественно армяне.
По состоянию на 1 января 1933 года в селе проживало 1192 человека (314 хозяйств), все — армяне.

## Экономика
18 июля 2025 года в селе открыт Ходжалинский кирпичный завод мощностью 16,2 млн. единиц кирпича в год. Площадь завода — 1 гектар.

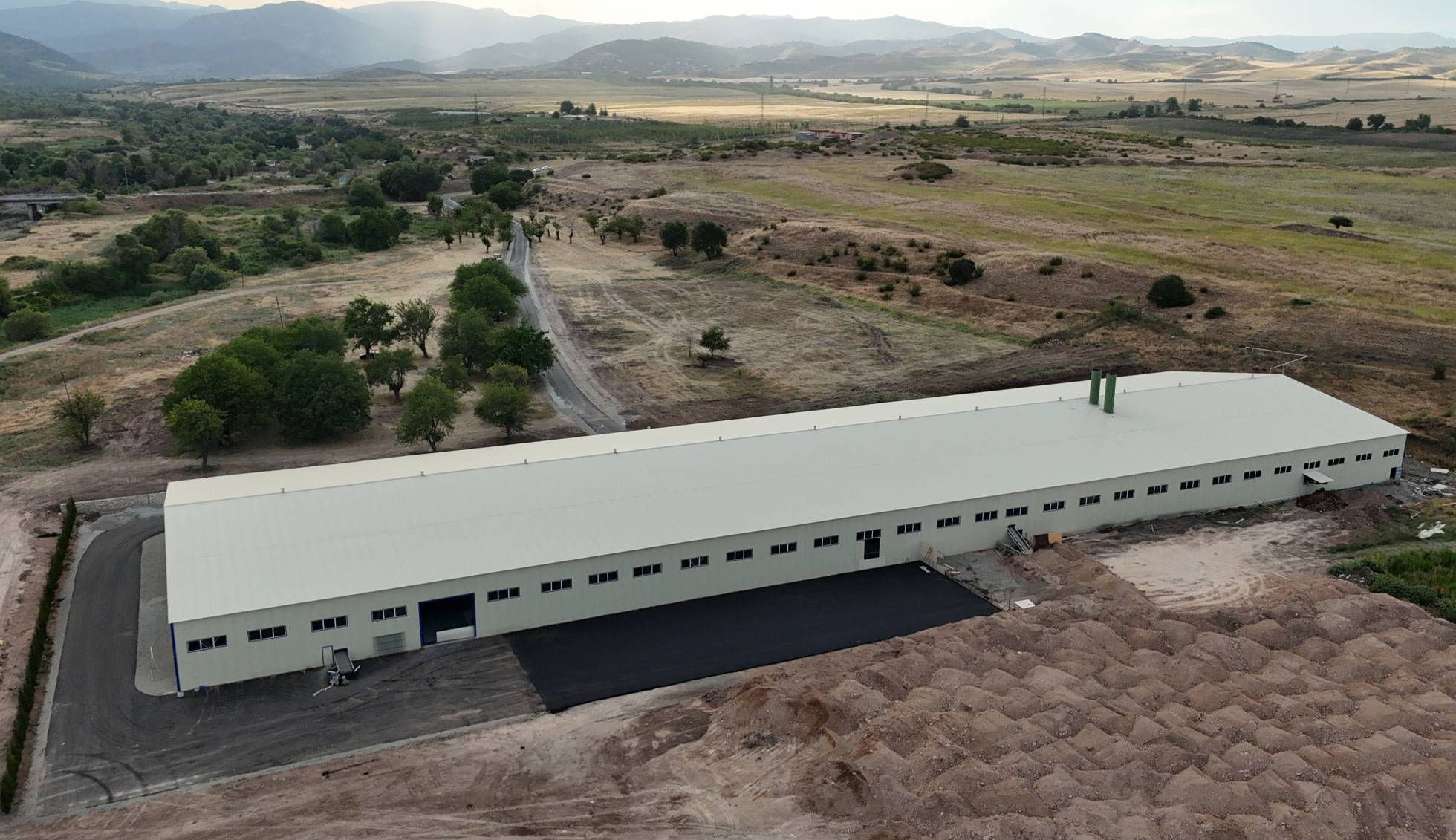
Ходжалинский кирпичный завод
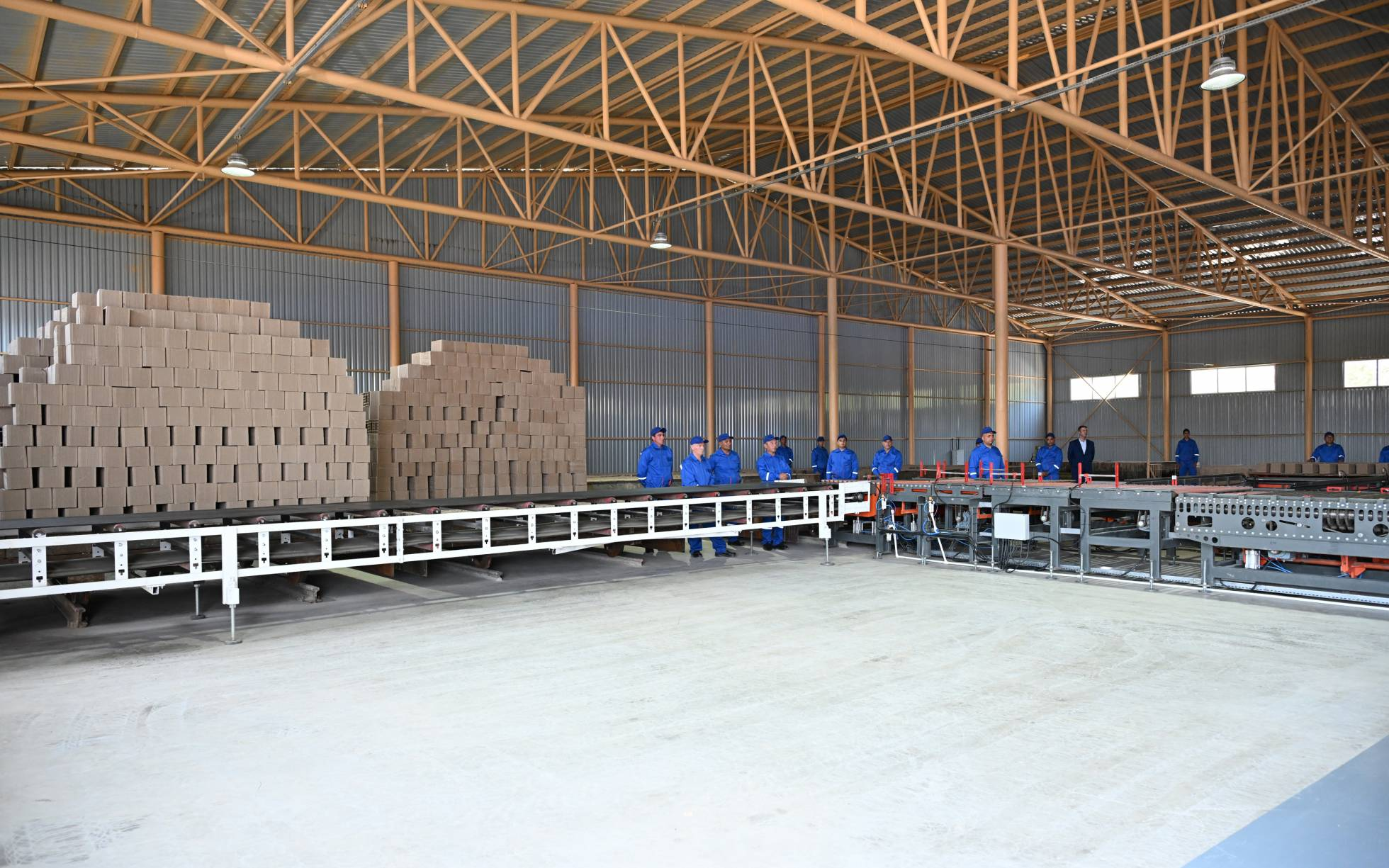
Ходжалинский кирпичный завод

## Галерея

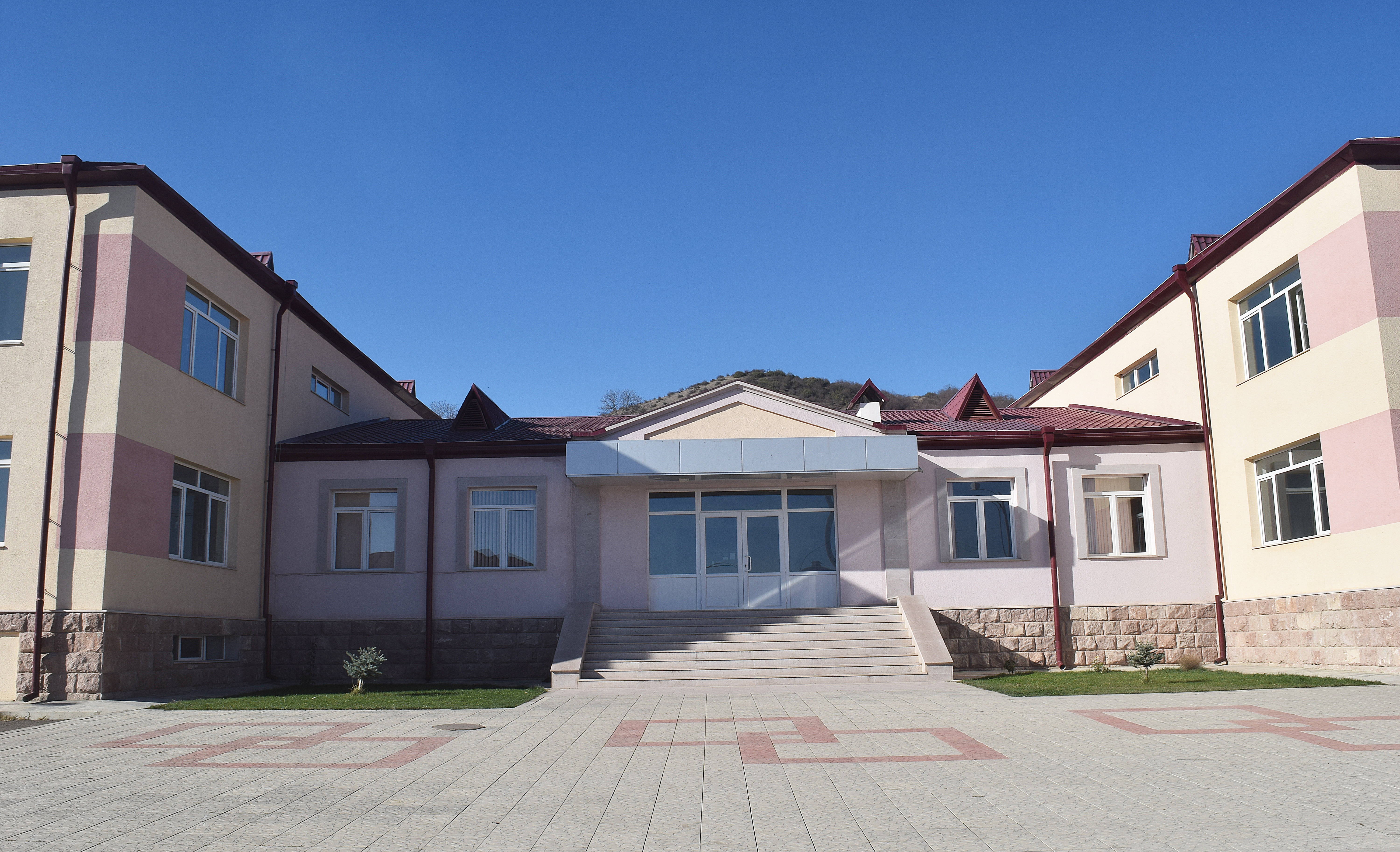
Школа
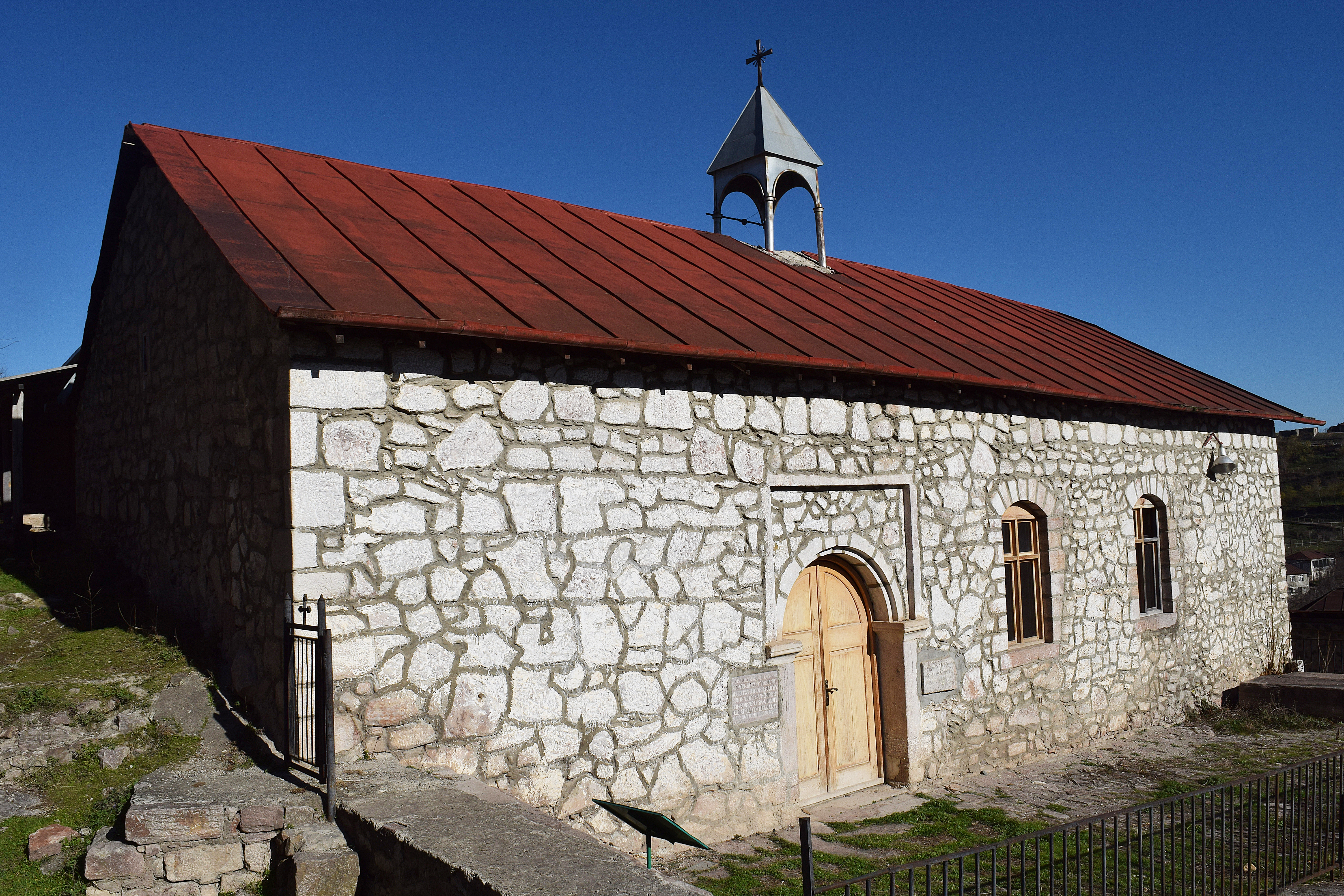
Церковь Сурб Геворг
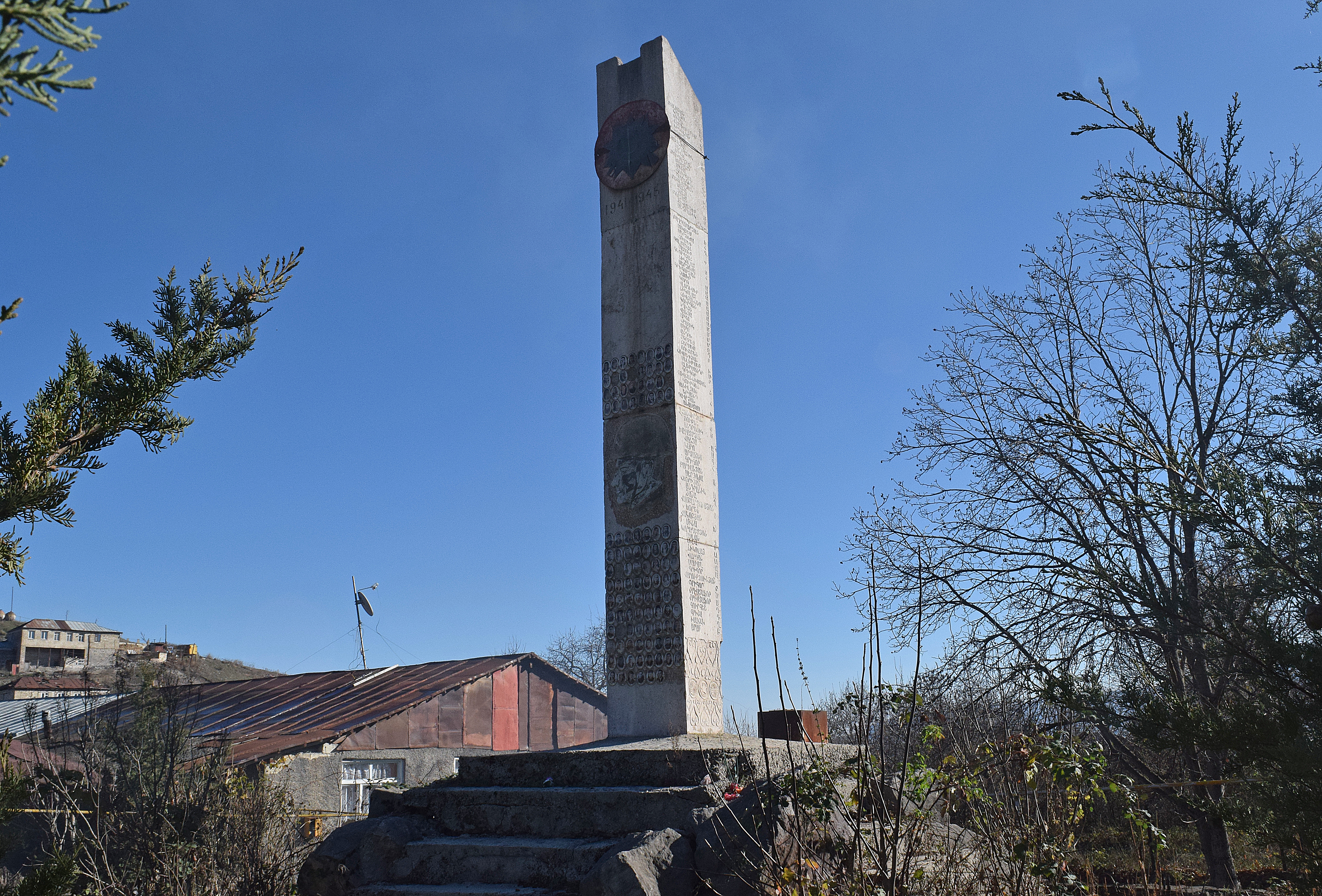
Памятник павшим в Великой Отечественной войне